# یواس‌اس آریل (۱۸۶۲)
یواس‌اس آریل (۱۸۶۲) (به انگلیسی: USS Ariel (1862)) یک کشتی بود که طول آن not known بود.